# Discografia de Kylie Minogue
A discografia de Kylie Minogue, uma cantora e compositora australiana, consiste em 17 álbuns de estúdio, 13 coletâneas, 9 álbuns ao vivo, 14 álbuns de remixes e 83 singles. A carreira de Kylie Minogue a música começou como resultado de sua popularidade em Neighbours, uma telenovela australiana. Em 1987, ela lançou "The Loco-Motion" na Austrália. Ele passou sete semanas no número um e se tornou o single mais vendido na Austrália dos anos 1980. Minogue baseou-se no Reino Unido depois de assinar com a PWL, e gravou seu álbum de estréia, Kylie. O primeiro single "I Should Be So Lucky" tornou-se um número um mundial, no topo das paradas do Reino Unido por cinco semanas consecutivas. e foi um sucesso moderado nos os EUA, onde "The Loco-Motion" chegou a número três. Seu álbum de 1989 Enjoy Yourself produziu dois singles número um no Reino Unido com "Hand On Your Heart" e "Tears on My Pillow", o tema de seu primeiro filme The Delinquents.
Seu terceiro álbum Rhythm of Love, lançado em 1990, marcou um ponto de definição de viragem na sua carreira. O álbum mostrou um som mais orientado, com um olhar altamente sexual e vídeos provocativos. Minogue lançou seu quarto álbum, Let's Get To It, em 1991, seguida pela coletânea Greatest Hits. Tendo concluído seu contrato com PWL, ela assinou contrato com a Deconstruction em 1993. Seu álbum de 1994, Kylie Minogue teve como objetivo reinventar Minogue como intérprete credível, distanciando-se de seus trabalhos anteriores. O primeiro single, "Confide in me" alcançou o número dois no Reino Unido e número um na Austrália. Em 1995, Minogue lançou "Where the Wild Roses Grow", um dueto com Nick Cave e os Bad Seeds, para aclamação da crítica. Em 1997, é lançado Impossible Princess. Note-se por suas colaborações com Manic Street Preachers, e para todas as letras sendo escrito por Minogue, com excepção dos uma canção cuja letra ela co-escreveu.
Depois das vendas decepcionantes, Minogue se mudou para a Parlophone e em 2000 lançou Spinning Around, seu primeiro número um do Reino Unido em dez anos. Light Years marcou o retorno às suas raízes dance-pop, e revitalizada carreira de Kylie Minogue. No entanto, foi "Can't Get You Out of My Head" do álbum Fever, de 2001, um número em mais de quarenta países, que lhe dava amplo reconhecimento internacional. Tanto o single e o álbum se tornou o maior vendedor de sua carreira. O quarto single "Come Into My World" foi premiado primeiro Grammy da cantora para "Melhor Gravação Dance". Body Language seguido em 2003, e seu segundo greatest hits, Ultimate Kylie foi lançado em 2004. Em 2007, ela retomou sua carreira com o lançamento de seu décimo álbum X. Minogue lança décimo primeiro álbum de estúdio, Aphrodite, em 5 de julho de 2010, precedido pelo single "All the Lovers".
Em 2013, foi anunciado que o décimo terceiro álbum de estúdio da artista estava em produção. Intitulado "Kiss Me Once", foi lançado apenas em março de 2014, sendo um fracasso em termos comerciais e tornando-se até o momento seu álbum menos vendido mundialmente. Minogue lançou um ano depois um CD/DVD ao vivo na SSE Hydro, que foi em um show de sua turnê, Kiss Me Once Tour.

## Álbuns

### Álbuns de estúdio
| Ano                                                                          | Detalhes | Posições | Posições | Posições | Posições | Posições | Posições | Posições | Posições | Posições | Posições | Vendas                                                       | Certificações |
| Ano                                                                          | Detalhes | AUS      | RU       | AUT      | FRA      | ALE      | IRL      | NZ       | SUE      | SUI      | EUA      | Vendas                                                       | Certificações |
| ---------------------------------------------------------------------------- | --- | -------- | -------- | -------- | -------- | -------- | -------- | -------- | -------- | -------- | -------- | ------------------------------------------------------------ | --- |
| 1988                                                                         | Kylie - Lançado: 4 de Julho de 1988 - Gravadora: PWL - Formato: LP, CD, Cassette                                         | 2        | 1        | 15       | 10       | 8        | 1        | 1        | 22       | 7        | 53       | - : 5,000,000 - FRA: 316,300 - JAP: 102,000 - UK: 2,105,698  | - ARIA: 4× Platinum - BPI: 6× Platinum - BVMI: Gold - IFPI FIN: Gold - IFPI HKG: Gold - IFPI SWI: Platinum - RMNZ: Platinum - RIAA: Gold - SNEP: Platinum |
| 1989                                                                         | Enjoy Yourself - Lançado: 9 de Outubro de 1989 - Gravadora: PWL - Formato: LP, CD, Cassette                              | 9        | 1        | —        | 24       | 33       | 1        | 6        | 33       | 13       | 167      | - JAP: 49,000                                                | - : 3× Platina - : Platina - NZ: Ouro - : Platina - : 4× Platina                                                                                          |
| 1990                                                                         | Rhythm Of Love - Lançado: 12 de Novembro de 1990 - Gravadora: PWL - Formato: LP, CD, Cassette                            | 10       | 9        | —        | —        | —        | 2        | 36       | 44       | —        | —        | - JAP: 67,000                                                | - : Platina - : 2× Platina |
| 1991                                                                         | Let's Get To It - Lançado: 14 de Outubro de 1991 - Gravadora: PWL - Formato: LP, CD, Cassette                            | 13       | 15       | —        | —        | —        | —        | —        | —        | —        | —        | - JAP: 25,350                                                | - : Ouro |
| 1994                                                                         | Kylie Minogue - Lançado: 19 de Setembro de 1994 - Gravadora: Deconstruction - Formato: LP, CD, Cassette                  | 3        | 4        | —        | —        | 78       | —        | 37       | 39       | 33       | —        | - JAP: 23,440                                                | - : Ouro - : Ouro |
| 1997                                                                         | Impossible Princess - Lançado: 27 de Outubro de 1997 - Gravadora: Deconstruction - Formato: CD, Cassette                 | 4        | 10       | —        | —        | 78       | —        | —        | —        | 33       | —        |                                                              | - : 2× Platina |
| 2000                                                                         | Light Years - Lançado: 25 de Setembro de 2000 - Gravadora: Parlophone - Formato: CD, Cassette                            | 1        | 2        | —        | 50       | 35       | 13       | 8        | 25       | 28       | —        | - UK: 496,000                                                | - : 4× Platina - : Platina |
| 2001                                                                         | Fever - Lançado: 1 de Outubro de 2001 - Gravadora: Parlophone - Formato: CD, Cassette                                    | 1        | 1        | 1        | 21       | 1        | 1        | 3        | 10       | 3        | 3        | - : 6,000,000 - EUA: 1,159,000 - FRA: 297,600 - JAP: 106,670 | - : 7× Platina - : Platina - : 2× Platina - : Platina - : Platina - NZ: 2× Platina - : 2× Platina - : 6× Platina - : Platina                              |
| 2003                                                                         | Body Language - Lançado: 17 de Novembro de 2003 - Gravadora: Parlophone - Formato: CD, Cassette, download digital        | 2        | 6        | 23       | 31       | 11       | 19       | 23       | 20       | 8        | 42       | - : 1,500,000 - US: 177,000 - JAP: 15,500                    | - : 2× Platina - : Ouro - : Platina - : Platina |
| 2007                                                                         | X - Lançado: 21 de Novembro de 2007 - Gravadora: Parlophone - Formato: CD, Cassette, download digital                    | 1        | 4        | 16       | 19       | 15       | 14       | 38       | 28       | 9        | 139      | - AUS: 130,000 - US: 42,000                                  | - : 4× Platina - : Platina - : Ouro - : Platina |
| 2010                                                                         | Aphrodite - Lançado: 2 de Julho de 2010 - Gravadora: Parlophone - Formato: LP, CD, download digital                      | 2        | 1        | 3        | 3        | 3        | 5        | 11       | 9        | 2        | 19       | - AUS: 100,000 - US: 50,000                                  | - : Platina - : Platina |
| 2014                                                                         | Kiss Me Once - Lançado: 14 de Março de 2014 - Gravadora: Parlophone - Formato: CD, CD+DVD, download digital, Box set, LP | 1        | 2        | 16       | 10       | 9        | 4        | 13       | —        | 8        | 31       | - : 215,000 - AUS: 10,247 - UK: 86,817                       | - : Prata |
| 2018                                                                         | Golden - Lançado: 6 de Abril de 2018 - Gravadora: BMG - Formato: CD, download digital, LP                                | 1        | 1        | 5        | 33       | 3        | 2        | 16       | 38       | 4        | 64       | - UK: 147,953                                                | - : Ouro |
| 2020                                                                         | Disco - Lançado: 6 de Novembro de 2020 - Gravadora: BMG - Formato: CD, download digital, LP                              | 1        | 1        | 7        | 8        | 3        | 4        | 9        | 15       | 4        | 26       | - UK: 105,000                                                | - : Ouro |
| 2023                                                                         | Tension - Lançado: 22 de Setembro de 2023 - Gravadora: BMG - Formato: CD, download digital, LP                           | 1        | 1        | 9        | 5        | 5        | 2        | 5        | 16       | 2        | 21       |                                                              | - : Prata |
| 2024                                                                         | Tension II - Lançado: 18 de Outubro de 2024 - Gravadora: BMG - Formato: CD, download digital, LP                         | 1        | 1        | 6        | 21       | 4        | 8        | 22       | —        | 4        | 98       |                                                              | |
| "—" denota lançamentos que não entraram nas paradas ou não foram divulgados. | |          |          |          |          |          |          |          |          |          |          |                                                              | |

### Álbuns de natal
| Ano                                                                          | Detalhes | Posições | Posições | Posições | Posições | Posições | Posições | Posições | Posições | Posições | Posições | Vendas | Certificações |
| Ano                                                                          | Detalhes | AUS      | RU       | AUT      | FRA      | ALE      | IRL      | NZ       | SUE      | SUI      | EUA      | Vendas | Certificações |
| ---------------------------------------------------------------------------- | --- | -------- | -------- | -------- | -------- | -------- | -------- | -------- | -------- | -------- | -------- | ------ | ------------- |
| 2015                                                                         | Kylie Christmas - Lançado: 13 de Novembro de 2015 - Gravadora: Parlophone - Formato: CD, CD+DVD, download digital, LP          | 7        | 12       | 46       | 76       | 34       | 14       | —        | 39       | 51       | 184      |        | - : Ouro      |
| 2016                                                                         | Kylie Christmas (Snow Queen Edition) - Lançado: 25 de Novembro de 2016 - Gravadora: Parlophone - Formato: CD, download digital | —        | —        | —        | —        | —        | —        | —        | —        | —        | —        |        |               |
| "—" denota lançamentos que não entraram nas paradas ou não foram divulgados. | |          |          |          |          |          |          |          |          |          |          |        |               |

### Compilações
| Ano                                                                          | Detalhes | Posições | Posições | Posições | Posições | Posições | Posições | Posições | Posições | Certificações                                                           |
| Ano                                                                          | Detalhes | AUS      | RU       | AUT      | ALE      | IRL      | NZ       | SUE      | SUI      | Certificações                                                           |
| ---------------------------------------------------------------------------- | --- | -------- | -------- | -------- | -------- | -------- | -------- | -------- | -------- | ----------------------------------------------------------------------- |
| 1992                                                                         | Greatest Hits - Lançado: 24 de Agosto de 1992 - Gravadora: PWL - Formato: LP, CD, Cassette                                                                    | 3        | 1        | —        | 81       | —        | 49       | —        | —        | - : 3.000.000 - : 5× Platina - : 2× Platina                             |
| 2004                                                                         | Ultimate Kylie - Lançado: 22 de Novembro de 2004 - Gravadora: Parlophone - Formato: CD, cassette, digital download                                            | 5        | 4        | 15       | 10       | 8        | 33       | 23       | 19       | - : 5.000.000 - : 4× Platina - : Diamante - : 3× Platina - : 3× Platina |
| 2012                                                                         | The Best of Kylie Minogue - Lançado: 1 de Junho de 2012 - Gravadora: EMI - Formato: CD, digital download                                                      | 39       | 11       | —        | 85       | 22       | —        | —        | 63       | - :1.000.000 - : Prata                                                  |
| 2012                                                                         | The Abbey Road Sessions - Lançado: 24 de Outubro de 2012 - Gravadora: Parlophone - Formato: CD, digital download, vinyl                                       | 7        | 2        | 53       | 31       | 10       | 39       | —        | 17       | - :1.100.000 - : 2× Platina                                             |
| 2019                                                                         | Step Back in Time: The Definitive Collection - Lançado: 28 de Junho de 2019 - Gravadora: BMG, Parlophone - Formato: CD, digital download, vinyl, cassette, LP | 1        | 1        | 21       | 15       | 4        | 27       | —        | 11       |                                                                         |
| "—" denota lançamentos que não entraram nas paradas ou não foram divulgados. | |          |          |          |          |          |          |          |          |                                                                         |

#### Outras Compilações
| Ano  | Detalhes | Notas |
| ---- | --- | --- |
| 2000 | Hits+ - Released: 16 de Outubro de 2000 - Label: BMG - Formats: CD, Cassette                                | - :1.000.000 - Com músicas e raridades dos álbuns Kylie Minogue (1994) e Impossible Princess (1997).              |
| 2002 | Confide in Me - Lançado: 25 de Maio de 2002 - Gravadora: BMG - Formato: CD                                  | - :1.300.000 - Lançamento europeu, contendo singles dos álbuns Kylie Minogue (1994) e Impossible Princess (1997). |
| 2002 | Greatest Hits 1987–1992 - Lançado: 18 de Novembro de 2002 - Gravadora: PWL - Formato: CD, Cassette          | - Lançamento europeu, similar ao Greatest Hits (1992)                                                             |
| 2003 | Greatest Hits 1987–1999 - Lançado: 24 de Novembro de 2003 - Gravadora: Festival Records - Formato: CD       | - Lançamento australiano, contendo singles do álbum Kylie (1988) até Intimate and Live (1998).                    |
| 2003 | Greatest Hits 1987-1997 - Lançado: 24 de Novembro de 2003 - Gravadora: BMG - Formato: CD, Cassette          | - Lançamento europeu, com singles do álbum Kylie (1988) (1988) até Impossible Princess (1997).                    |
| 2004 | Kylie Minogue: Artist Collection - Lançado: 20 de Setembro de 2004 - Gravadora: BMG - Formato: CD, Cassette | - Lançamento europeu, com músicas e raridades dos álbuns Kylie Minogue (1994) e Impossible Princess (1997).       |
| 2007 | Confide in Me: The Irresistible Kylie - Lançado: 16 de Julho de 2007 - Gravadora: Music Club - Formato: CD  | - Lançamento europeu, com músicas e raridades dos álbuns Kylie Minogue (1994) e Impossible Princess (1997).       |
| 2011 | Hits - Lançado: 16 de Março de 2011 - Gravadora: EMI Music Japan - Formato: CD, digital download            | - Lançamento asiático, com singles do álbum Kylie (1988) até Aphrodite (2010).                                    |

### Álbuns ao vivo
| Ano                                                                          | Detalhes | Posições | Posições | Posições | Posições | Posições | Posições | Certificações |
| Ano                                                                          | Detalhes | AUS      | RU       | AUT      | FRA      | ALE      | SUI      | Certificações |
| ---------------------------------------------------------------------------- | --- | -------- | -------- | -------- | -------- | -------- | -------- | ------------- |
| 1998                                                                         | Intimate and Live - Lançado: 30 de Novembro de 1998 - Gravadora: Mushroom - Formato: CD, Cassette                                       | 28       | —        | —        | —        | —        | —        |               |
| 2005                                                                         | Showgirl - Lançado: 12 de Dezembro de 2005 - Gravadora: Parlophone - Formato: Download digital                                          | —        | —        | —        | —        | —        | —        |               |
| 2007                                                                         | Showgirl Homecoming Live - Lançado: 8 de Janeiro de 2007 - Gravadora: Parlophone - Formato: CD, Cassette, Download digital              | 28       | 7        | 55       | 113      | 59       | 54       | - : Prata     |
| 2009                                                                         | Kylie Live in New York - Lançado: 14 de Dezembro de 2009 - Gravadora: Parlophone - Formato: Digital download                            | —        | —        | —        | —        | —        | —        |               |
| 2011                                                                         | Aphrodite Les Folies: Live in London - Lançado: 28 de Novembro de 2011 - Gravadora: Parlophone - Formato: CD+DVD, digital download      | —        | 72       | —        | 94       | 48       | —        |               |
| 2015                                                                         | Kiss Me Once Live at the SSE Hydro - Lançado: 20 de Março de 2015 - Gravadora: Parlophone - Formato: CD, DVD, digital download, blu-ray | 97       | 26       | —        | —        | 51       | —        |               |
| 2019                                                                         | Golden Live in Concert - Lançado: 6 de Dezembro de 2019 - Gravadora: BMG - Formato: LP, digital download, streaming                     | 13       | 23       | —        | 121      | —        | —        | —             |
| 2022                                                                         | Infinite Disco - Lançado: 8 de Abril de 2022 - Gravadora: BMG - Formato: LP, digital download, streaming                                | 27       | 40       | —        | —        | —        | —        | —             |
| "—" denota lançamentos que não entraram nas paradas ou não foram divulgados. | |          |          |          |          |          |          |               |

### Álbuns de Remixes
| Ano  | Detalhes | Notas |
| ---- | --- | --- |
| 1988 | The Kylie Collection - Lançado: 1988 - Gravadora: Mushroom - Formato: LP, Cassette                                             | - Lançamento australiano. Remixes do álbum 'Kylie (1988)                                                                             |
| 1989 | Kylie's Remixes Volume 1 - Lançado: Março de 1989 - Gravadora: Mushroom - Formato: LP, CD, Cassette                            | - Originalmente lançado no Japão e Austrália em 1993. Com remixes do álbum Kylie (1988).                                             |
| 1992 | Kylie's Remixes Volume 2 - Lançado: Julho de 1993 - Gravadora: Mushroom - Formato: CD, Cassette                                | - Originalmente lançado no Japão e Austrália em 1993. Com remixes de Rhythm of Love (1990) e Let's Get to It (1991).                 |
| 1993 | Kylie's Non-Stop History 50+1 - Lançado: 1 de Julho de 1993 - Gravadora: PWL - Formato: CD, Cassette                           | - Um megamix de todas as canções de Minogue gravadas durante sua época na PWL.                                                       |
| 1993 | Greatest Remix Hits 1 - Lançado: Novembro de 1993 - Gravadora: Mushroom - Formato: CD, Cassette                                | - Originalmente lançado apenas no Japão, re-emitida na Austrália em 1997. Com remixes de Kylie(1988) através de Greatest Hits(1992). |
| 1993 | Greatest Remix Hits 2 - Lançado: Novembro de 1993 - Gravadora: Mushroom - Formato: CD, Cassette                                | - Originalmente lançado apenas no Japão, re-emitida na Austrália em 1997. Com remixes de Kylie(1988) através de Greatest Hits(1992). |
| 1998 | Mixes - Lançado: 3 de Agosto de 1998 - Gravadora: Deconstruction - Formato: LP, CD                                             | - Lançamento no Reino Unido, conseguiu #63 nas paradas. Com remixes do álbum Impossible Princess (1997).                             |
| 1998 | Impossible Remixes - Lançado: 10 de Agosto de 1998 - Gravadora: Mushroom - Formato: CD                                         | - Lançamento australiano, conseguiu o número 37 nas paradas. Com remixes do álbum Impossible Princess (1997).                        |
| 1998 | Greatest Remix Hits 3 - Lançado: 15 de Setembro de 1998 - Gravadora: Mushroom - Formato: CD, Cassette                          | - Lançamento australiano - Remixes do álbum Kylie (1988) até Greatest Hits (1992).                                                   |
| 1998 | Greatest Remix Hits 4 - Lançado: 15 de Setembro de 1998 - Gravadora: Mushroom - Formato: CD, Cassette                          | - Lançamento australiano, conseguiu o número 66. - Remixes do álbum Kylie (1988) até Greatest Hits (1992).                           |
| 2009 | Boombox - Lançado: 5 de Janeiro de 2009 - Gravadora: Parlophone - Formato: CD, digital download                                | - Conseguiu na Austrália o número 72 e no Reino Unido, 28. - Remixes dos álbuns Light Years (2000) até X (2007).                     |
| 2010 | Essential Mixes - Lançado: 20 de Setembro de 2010 - Gravadora: Sony BMG - Formato: CD, digital download                        | - Lançamento internacional, não entrou em nenhum chart. - Com remixes dos álbuns Kylie Minogue (1994) e Impossible Princess (1997).  |
| 2021 | Disco: Extended Mixes - Lançado: 10 de Dezembro de 2021 - Gravadora: BMG - Formato: CD, LP, digital download, streaming        | |
| 2023 | Extension: The Extended Mixes - Lançado: 8 de Dezembro de 2023 - Gravadora: BMG - Formato: CD, LP, digital download, streaming | |

### Extended plays
| Ano  | Detalhes                                                                                                 | Notas |
| ---- | --- | --- |
| 1998 | Other Sides - Lançado: Janeiro de 1998 - Gravadora: Mushroom - Formato: CD                               | - Lançamento australiano promocional que veio com cópias grátis de Impossible Princess (1997) compradas em lojas HMV. |
| 2004 | Money Can't Buy - Lançado: 10 de Fevereiro de 2004 - Gravadora: Parlophone - Formato: CD                 | - Lançamento nos EUA promocional que veio grátis com cópias de Body Language (2003) compradas em lojas Target.        |
| 2007 | Darling - Lançado: 9 de Fevereiro de 2007 - Gravadora: Parlophone - Formato: CD                          | - Lançamento promocional distribuído no lançamento do perfume Darling.                                                |
| 2010 | Pink Sparkle - Lançado: Julho de 2010 - Gravadora: Parlophone - Formato: CD                              | - Lançamento promocional distribuído no lançamento do perfume Pink Sparkle.                                           |
| 2010 | A Kylie Christmas - Lançado: 1 de Dezembro 2010 - Gravadora: Parlophone - Formato: Digital Download      | - Primeiro EP natalino de Kylie.                                                                                      |
| 2011 | North American Tour - Lançado: 3 de Maio de 2011 - Gravadora: Astralwerks - Formato: Digital Download    | - Lançamento promocional exclusivo nos EUA para coincidir com a turnê Aphrodite World Tour.                           |
| 2014 | Sleepwalker - Lançamento: 24 de Setembro de 2014 - Gravadora: Parlophone - Formato: Streaming            | - Lançamentos da cantora em conjunto com Fernando Garibay, produtor mexicano.                                         |
| 2015 | Kylie + Garibay - Lançamento: 11 de Setembro de 2015 - Gravadora: Parlophone - Formato: Download digital | - Lançamentos da cantora em conjunto com Fernando Garibay, produtor mexicano.                                         |

## Singles

### Anos 1980
| Ano                                                                          | Canção                                         | Posição | Posição | Posição | Posição | Posição | Posição | Posição | Posição | Posição | Posição | Posição | Posição | Posição | Posição | Posição   | Certificação                                      | Álbum            |
| Ano                                                                          | Canção                                         | AUS     | AT      | BEL     | CAN     | FRA     | ALE     | IRL     | HOL     | NZ      | NOR     | SUE     | SUI     | RU      | EUA     | EUA Dance | Certificação                                      | Álbum            |
| ---------------------------------------------------------------------------- | ---------------------------------------------- | ------- | ------- | ------- | ------- | ------- | ------- | ------- | ------- | ------- | ------- | ------- | ------- | ------- | ------- | --------- | ------------------------------------------------- | ---------------- |
| 1987                                                                         | "Locomotion"[A]                                | 1       | —       | —       | —       | —       | —       | —       | —       | —       | —       | —       | —       | —       | 3       | —         | - AUS: 3× Platina                                 | —                |
| 1987                                                                         | "I Should Be So Lucky"                         | 1       | 4       | 4       | 25      | 4       | 1       | 1       | 14      | 3       | 5       | 13      | 1       | 1       | 28      | 10        | - AUS: Platina - FRA: Ouro - ALE: Ouro - RU: Ouro | Kylie            |
| 1988                                                                         | "Got to Be Certain"                            | 1       | 8       | 1       | —       | 9       | 6       | 4       | —       | 2       | 6       | 19      | 8       | 2       | —       | —         | - FRA: Ouro - RU: Prata                           | Kylie            |
| 1988                                                                         | "The Loco-Motion"                              | —       | 3       | 1       | 1       | 5       | 3       | 1       | 6       | 8       | 8       | 10      | 2       | 2       | 3       | 12        | - FRA: Ouro - EUA: Ouro                           | Kylie            |
| 1988                                                                         | "Je Ne Sais Pas Pourquoi"[B]                   | 11      | 14      | 3       | —       | 15      | 14      | 2       | 43      | 9       | 10      | 22      | 24      | 2       | —       | —         | - RU: Prata                                       | Kylie            |
| 1988                                                                         | "Especially for You" (Dueto com Jason Donovan) | 2       | 12      | 1       | —       | 3       | 10      | 1       | 6       | 2       | 10      | 12      | 2       | 1       | —       | —         | - AUS: Ouro - FRA: Ouro - RU: Platina             | Ten Good Reasons |
| 1988                                                                         | "It's No Secret"                               | —       | —       | —       | 22      | —       | —       | —       | —       | 47      | —       | —       | —       | —       | 37      | —         |                                                   | Kylie            |
| 1988                                                                         | "Turn It into Love"[C]                         | —       | —       | —       | —       | —       | —       | —       | —       | —       | —       | —       | —       | —       | —       | —         |                                                   | Kylie            |
| 1989                                                                         | "Hand on Your Heart"                           | 4       | 4       | —       | —       | 8       | 17      | 1       | 19      | 15      | 10      | 17      | 6       | 1       | —       | —         | - AUS: Ouro - RU: Ouro                            | Enjoy Yourself   |
| 1989                                                                         | "Wouldn't Change a Thing"                      | 6       | —       | —       | —       | 19      | 24      | —       | —       | 21      | —       | 26      | 27      | 2       | —       | —         |                                                   | Enjoy Yourself   |
| 1989                                                                         | "Never Too Late"                               | 14      | —       | —       | —       | 26      | 45      | 1       | 29      | 27      | —       | —       | 23      | 4       | —       | —         | - RU: Prata                                       | Enjoy Yourself   |
| 1989                                                                         | "Tears on My Pillow"                           | 20      | —       | 9       | 35      | —       | 31      | 2       | 19      | 33      | —       | 3       | 23      | 1       | —       | —         | - RU: Prata                                       | Enjoy Yourself   |
| "—" denota lançamentos que não entraram nas paradas ou não foram divulgados. |                                                |         |         |         |         |         |         |         |         |         |         |         |         |         |         |           |                                                   |                  |

### Anos 1990
| 1990                                                                         | "Better the Devil You Know"                                         | 4  | 27 | 3 | 13 | 24 | 4  | 16 | 27 | — | 13 | 21 | 2  | —  | - AUS: Ouro - RU: Prata    | Rhythm of Love      |
| 1990                                                                         | "Step Back in Time"                                                 | 5  | —  | — | 23 | 36 | 4  | 35 | 21 | — | 19 | 29 | 4  | —  | - AUS: Ouro                | Rhythm of Love      |
| 1991                                                                         | "What Do I Have to Do"                                              | 11 | —  | — | 50 | 48 | 7  | 81 | —  | — | —  | —  | 6  | —  |                            | Rhythm of Love      |
| 1991                                                                         | "Shocked (DNA Mix)" (com Jazzy P)                                   | 7  | —  | — | 50 | —  | 2  | —  | —  | — | —  | —  | 6  | —  |                            | Rhythm of Love      |
| 1991                                                                         | "Word Is Out"                                                       | 10 | —  | — | 50 | —  | 8  | —  | —  | — | —  | —  | 16 | —  |                            | Let's Get to It     |
| 1991                                                                         | "If You Were with Me Now" (Dueto com Keith Washington)              | 23 | —  | — | —  | 61 | 7  | —  | —  | — | —  | —  | 4  | —  |                            | Let's Get to It     |
| 1992                                                                         | "Give Me Just a Little More Time"                                   | 24 | —  | — | —  | 51 | 6  | 60 | —  | — | —  | —  | 2  | —  |                            | Let's Get to It     |
| 1992                                                                         | "Finer Feelings"                                                    | 60 | —  | — | —  | 61 | 16 | —  | —  | — | —  | —  | 11 | —  |                            | Let's Get to It     |
| 1992                                                                         | "What Kind of Fool (Heard All That Before)"                         | 17 | —  | — | —  | 81 | 22 | —  | —  | — | —  | —  | 14 | —  |                            | Greatest Hits       |
| 1992                                                                         | "Celebration"                                                       | 21 | —  | — | —  | —  | 11 | —  | —  | — | —  | —  | 20 | —  |                            | Greatest Hits       |
| 1994                                                                         | "Confide in Me"                                                     | 1  | —  | — | 10 | 50 | 12 | 38 | 12 | — | 10 | 20 | 2  | 39 | - AUS: Platina - RU: Prata | Kylie Minogue       |
| 1994                                                                         | "Put Yourself in My Place"                                          | 11 | —  | — | —  | 87 | —  | —  | —  | — | —  | —  | 11 | —  | - AUS: Ouro                | Kylie Minogue       |
| 1995                                                                         | "Where Is the Feeling?" (Brothers in Rhythm Remix)                  | 31 | —  | — | —  | —  | —  | —  | —  | — | —  | —  | 16 | —  |                            | Kylie Minogue       |
| 1995                                                                         | "Where the Wild Roses Grow" (Dueto com Nick Cave and the Bad Seeds) | 2  | 4  | 3 | 37 | 12 | 6  | 9  | 11 | 3 | 3  | 11 | 11 | —  | - AUS: Ouro - ALE: Ouro    | Murder Ballads      |
| 1997                                                                         | "Some Kind of Bliss"                                                | 27 | —  | — | —  | —  | —  | —  | 46 | — | —  | —  | 22 | —  |                            | Impossible Princess |
| 1997                                                                         | "Did It Again"                                                      | 15 | —  | — | —  | —  | —  | —  | —  | — | —  | —  | 14 | —  | - AUS: Ouro                | Impossible Princess |
| 1998                                                                         | "Breathe"                                                           | 23 | —  | — | —  | —  | —  | —  | —  | — | —  | —  | 14 | —  |                            | Impossible Princess |
| 1998                                                                         | "Cowboy Style"[D]                                                   | 39 | —  | — | —  | —  | —  | —  | —  | — | —  | —  | —  | —  |                            | Impossible Princess |
| "—" denota lançamentos que não entraram nas paradas ou não foram divulgados. |                                                                     |    |    |   |    |    |    |    |    |   |    |    |    |    |                            |                     |

### Anos 2000
| Ano                                                                          | Canção                             | Posições | Posições | Posições | Posições | Posições | Posições | Posições | Posições | Posições | Posições | Posições | Posições | Posições | Posições | Posições  | Certificação                                                              | Álbum          |
| Ano                                                                          | Canção                             | AUS      | AT       | BEL      | CAN      | FRA      | ALE      | IRL      | HOL      | NZ       | NOR      | SUE      | SUI      | RU       | EUA      | EUA Dance | Certificação                                                              | Álbum          |
| ---------------------------------------------------------------------------- | ---------------------------------- | -------- | -------- | -------- | -------- | -------- | -------- | -------- | -------- | -------- | -------- | -------- | -------- | -------- | -------- | --------- | ------------------------------------------------------------------------- | -------------- |
| 2000                                                                         | "Spinning Around"                  | 1        | —        | 25       | —        | 19       | 37       | 1        | 18       | 2        | —        | 29       | 17       | 1        | —        | 20        | - AUS: Platina - RU: Prata                                                | Light Years    |
| 2000                                                                         | "On a Night Like This"             | 1        | —        | 16       | —        | 28       | 47       | 16       | 18       | 26       | —        | 21       | 51       | 2        | —        | 66        | - AUS: Platina                                                            | Light Years    |
| 2000                                                                         | "Kids" (Dueto com Robbie Williams) | 5        | —        | 38       | —        | —        | 39       | 9        | 24       | 3        | —        | 29       | 24       | 2        | —        | —         | - AUS: Ouro - RU: Prata                                                   | Light Years    |
| 2000                                                                         | "Please Stay"                      | 15       | —        | 13       | —        | —        | —        | 34       | 69       | —        | —        | 47       | —        | 10       | —        | —         | - AUS: Ouro                                                               | Light Years    |
| 2001                                                                         | "Your Disco Needs You"             | 20       | 70       | —        | —        | —        | 31       | —        | —        | —        | —        | —        | 27       | —        | —        | —         |                                                                           | Light Years    |
| 2001                                                                         | "Butterfly"[E]                     | —        | —        | —        | —        | —        | —        | —        | —        | —        | —        | —        | —        | —        | —        | 14        |                                                                           | Light Years    |
| 2001                                                                         | "Can't Get You Out of My Head"     | 1        | 1        | 1        | 1        | 1        | 1        | 1        | 1        | 1        | 1        | 1        | 1        | 1        | 7        | 1         | - AUS: 3× Platina - FRA: Platina - ALE: Platina - RU: Platina - EUA: Ouro | Fever          |
| 2002                                                                         | "In Your Eyes"                     | 1        | 22       | 11       | 11       | 24       | 6        | 6        | 15       | 18       | —        | 19       | 8        | 1        | —        | 5         | - AUS: Ouro - RU: Prata                                                   | Fever          |
| 2002                                                                         | "Love at First Sight"              | 3        | 29       | 28       | 5        | 33       | 16       | 7        | 15       | 9        | —        | 36       | 22       | 2        | 23       | 1         | - AUS: Ouro - RU: Prata                                                   | Fever          |
| 2002                                                                         | "Come Into My World"               | 4        | 59       | 35       | 15       | 78       | 47       | 11       | 35       | 20       | —        | —        | 66       | 8        | 91       | 11        | - AUS: Ouro                                                               | Fever          |
| 2003                                                                         | "Slow"                             | 1        | 20       | 9        | 6        | 45       | 8        | 5        | 8        | 9        | 4        | 16       | 18       | 1        | 91       | 1         | - AUS: Platina                                                            | Body Language  |
| 2004                                                                         | "Red Blooded Woman"                | 4        | 23       | 20       | —        | 33       | 16       | 9        | 21       | 19       | —        | 28       | 15       | 5        | —        | 4         |                                                                           | Body Language  |
| 2004                                                                         | "Chocolate"                        | 14       | 58       | 43       | —        | 69       | 43       | 26       | 45       | —        | —        | —        | 53       | 6        | —        | —         |                                                                           | Body Language  |
| 2004                                                                         | "I Believe in You"                 | 6        | 4        | 20       | —        | 35       | 12       | 9        | 14       | 29       | 13       | 16       | 6        | 2        | —        | 3         | - AUS: Ouro                                                               | Ultimate Kylie |
| 2005                                                                         | "Giving You Up"[F]                 | 8        | 45       | 25       | —        | —        | 27       | 20       | 23       | —        | —        | —        | 40       | 6        | —        | —         |                                                                           | Ultimate Kylie |
| 2007                                                                         | "2 Hearts"                         | 1        | 14       | 25       | 60       | 15       | 13       | 12       | 29       | 34       | 6        | 3        | 10       | 4        | —        | —         | - AUS: Ouro                                                               | X              |
| 2008                                                                         | "Wow"                              | 11       | 72       | 37       | —        | 15       | 41       | 10       | 36       | —        | —        | 32       | 51       | 5        | —        | —         | - RU: Prata                                                               | X              |
| 2008                                                                         | "In My Arms"                       | 35       | 16       | 11       | —        | 10       | 8        | 15       | 33       | —        | —        | 15       | 4        | 10       | —        | —         |                                                                           | X              |
| 2008                                                                         | "All I See"[G]                     | —        | —        | —        | 87       | —        | —        | —        | —        | —        | —        | —        | —        | —        | —        | 3         |                                                                           | X              |
| 2008                                                                         | "The One"                          | —        | —        | 15       | —        | —        | —        | —        | —        | —        | —        | —        | —        | 36       | —        | —         |                                                                           | X              |
| "—" denota lançamentos que não entraram nas paradas ou não foram divulgados. |                                    |          |          |          |          |          |          |          |          |          |          |          |          |          |          |           |                                                                           |                |

### Anos 2010
| 2010                                                                         | "All the Lovers"                                         | 13 | 5  | 8  | 72 | 3   | 10 | 6  | 61 | —  | — | 33 | 6  | 3  | 1 | - AUS: Ouro - ITA: Ouro - RU: Prata | Aphrodite                                    |
| 2010                                                                         | "Get Outta My Way"                                       | 69 | 61 | 5  | —  | 29  | 41 | 33 | —  | —  | — | —  | 23 | 12 | 1 |                                     | Aphrodite                                    |
| 2010                                                                         | "Better than Today"                                      | 55 | —  | —  | —  | 63  | —  | —  | —  | —  | — | —  | —  | 32 | 1 |                                     | Aphrodite                                    |
| 2011                                                                         | "Put Your Hands Up (If You Feel Love)"                   | 50 | 38 | —  | —  | —   | —  | —  | —  | —  | — | —  | —  | 93 | 1 |                                     | Aphrodite                                    |
| 2012                                                                         | "Timebomb"                                               | 12 | 61 | —  | 73 | 46  | 56 | 26 | —  | 33 | — | —  | —  | 31 | 1 | - ITA: Ouro                         | —                                            |
| 2012                                                                         | "Flower"                                                 | —  | —  | 37 | —  | —   | —  | —  | 51 | —  | — | —  | —  | 96 | — |                                     | The Abbey Road Sessions                      |
| 2013                                                                         | "Skirt"                                                  | —  | —  | —  | —  | —   | —  | —  | —  | —  | — | —  | —  | —  | 1 |                                     | —                                            |
| 2014                                                                         | "Into The Blue"                                          | 46 | 37 | 3  | —  | 47  | 31 | 9  | —  | —  | — | —  | 32 | 12 | 1 |                                     | Kiss Me Once                                 |
| 2014                                                                         | "Sexercize"                                              | —  | —  | —  | —  | —   | —  | —  | —  | —  | — | —  | —  | —  | — |                                     | Kiss Me Once                                 |
| 2014                                                                         | "I Was Gonna Cancel"                                     | —  | —  | 25 | —  | —   | —  | —  | —  | —  | — | —  | —  | 59 | 5 |                                     | Kiss Me Once                                 |
| 2014                                                                         | "Crystallize"                                            | —  | —  | 34 | —  | 139 | —  | 88 | —  | —  | — | —  | —  | 60 | — |                                     | —                                            |
| 2015                                                                         | "Only You" (Dueto com James Corden)                      | —  | —  | 40 | —  | —   | —  | —  | —  | —  | — | —  | —  | —  | — |                                     | Kylie Christmas                              |
| 2015                                                                         | "100 Degrees" (Dueto com Dannii Minogue)                 | —  | —  | —  | —  | —   | —  | —  | —  | —  | — | —  | —  | —  | — |                                     | Kylie Christmas                              |
| 2015                                                                         | "Every Day's Like Christmas"                             | —  | —  | —  | —  | —   | —  | —  | —  | —  | — | —  | —  | —  | — |                                     | Kylie Christmas                              |
| 2016                                                                         | "At Christmas"                                           | —  | —  | —  | —  | —   | —  | —  | —  | —  | — | —  | —  | —  | — |                                     | Kylie Christmas: Snow Queen Edition          |
| 2016                                                                         | "Wonderful Christmastime" (Dueto com Mika)               | —  | —  | —  | —  | —   | —  | —  | —  | —  | — | —  | —  | —  | — |                                     | Kylie Christmas: Snow Queen Edition          |
| 2018                                                                         | "Dancing"                                                | 46 | —  | 14 | —  | 23  | —  | —  | —  | —  | — | —  | —  | 38 | 1 |                                     | Golden                                       |
| 2018                                                                         | "Stop Me from Falling" (Solo ou dueto com Gente de Zona) | —  | —  | —  | —  | 152 | —  | —  | —  | —  | — | —  | —  | 52 | — |                                     | Golden                                       |
| 2018                                                                         | "Raining Glitter"                                        | —  | —  | —  | —  | —   | —  | —  | —  | —  | — | —  | —  | —  | — |                                     | Golden                                       |
| 2018                                                                         | "Golden"                                                 | —  | —  | —  | —  | —   | —  | —  | —  | —  | — | —  | —  | —  | — |                                     | Golden                                       |
| 2018                                                                         | "A Lifetime to Repair"                                   | —  | —  | —  | —  | —   | —  | —  | —  | —  | — | —  | —  | —  | — |                                     | Golden                                       |
| 2018                                                                         | "Music's Too Sad Without You" (Dueto com Jack Savoretti) | —  | —  | —  | —  | —   | —  | —  | —  | —  | — | —  | —  | —  | — |                                     | Golden                                       |
| 2019                                                                         | "New York City"                                          | —  | —  | —  | —  | —   | —  | —  | —  | —  | — | —  | —  | —  | — |                                     | Step Back in Time: The Definitive Collection |
| "—" denota lançamentos que não entraram nas paradas ou não foram divulgados. |                                                          |    |    |    |    |     |    |    |    |    |   |    |    |    |   |                                     |                                              |

### Anos 2020
| 2020                                                                         | "Say Something"                                        | —  | — | 14 | —  | — | — | —  | —  | 40 | — | —  | — | 56 | 18 |                           | Disco                     |
| 2020                                                                         | "Magic"                                                | —  | — | 17 | —  | — | — | —  | —  | 28 | — | —  | — | 53 | 17 |                           | Disco                     |
| 2020                                                                         | "Real Groove" (solo ou Studio 2054 Remix com Dua Lipa) | —  | — | —  | —  | — | — | —  | —  | 8  | — | —  | — | 95 | 15 |                           | Disco                     |
| 2021                                                                         | "A Second to Midnight" (Dueto com Years & Years)       | —  | — | —  | —  | — | — | —  | —  | —  | — | —  | — | —  | 26 |                           | Disco: Guest List Edition |
| 2021                                                                         | "Kiss of Life" (Dueto com Jessie Ware)                 | —  | — | —  | —  | — | — | —  | —  | —  | — | —  | — | —  | 49 |                           | Disco: Guest List Edition |
| 2023                                                                         | "Padam Padam"                                          | 19 | — | 26 | 98 | — | — | 7  | 40 | —  | — | 17 | — | 8  | 7  | - AUS: Platina - RU: Ouro | Tension                   |
| 2023                                                                         | "Tension"                                              | 46 | — | —  | —  | — | — | 34 | —  | —  | — | —  | — | 19 | 18 |                           | Tension                   |
| 2023                                                                         | "Hold on to Now"                                       | —  | — | —  | —  | — | — | —  | —  | —  | — | —  | — | 81 | 36 |                           | Tension                   |
| 2024                                                                         | "Dance Alone" (Dueto com Sia)                          | —  | — | —  | —  | — | — | —  | 25 | —  | — | —  | — | 60 | —  |                           | Reasonable Woman          |
| 2024                                                                         | "Midnight Ride" (Com Orville Peck e Diplo)             | —  | — | —  | —  | — | — | —  | —  | —  | — | —  | — | —  | —  |                           | Stampede                  |
| 2024                                                                         | "My Oh My" (Com Bebe Rexha e Tove Lo)                  | —  | — | —  | —  | — | — | —  | —  | —  | — | —  | — | 63 | 33 |                           | Tension II                |
| 2024                                                                         | "Edge of Saturday Night" (Com The Blessed Madonna)     | —  | — | —  | —  | — | — | —  | —  | —  | — | —  | — | —  | —  |                           | Godspeed                  |
| 2024                                                                         | "Lights Camera Action"                                 | —  | — | —  | —  | — | — | —  | —  | —  | — | —  | — | 59 | 43 |                           | Tension II                |
| "—" denota lançamentos que não entraram nas paradas ou não foram divulgados. |                                                        |    |   |    |    |   |   |    |    |    |   |    |   |    |    |                           |                           |

### Colaborações
| Ano                                                                          | Canção                                                   | Posições | Posições | Posições | Posições | Posições | Posições | Posições | Posições | Posições | Posições | Posições | Certificações                                                                   | Álbum                          |
| Ano                                                                          | Canção                                                   | AUS      | AT       | FRA      | ALE      | IRL      | HOL      | NZ       | NOR      | SUE      | SUI      | RU       | Certificações                                                                   | Álbum                          |
| ---------------------------------------------------------------------------- | -------------------------------------------------------- | -------- | -------- | -------- | -------- | -------- | -------- | -------- | -------- | -------- | -------- | -------- | ------------------------------------------------------------------------------- | ------------------------------ |
| 1989                                                                         | "Do They Know It's Christmas?" (Parte de Band Aid II)    | 30       | —        | —        | 74       | 1        | —        | —        | —        | 15       | 24       | 1        | - RU: Platina                                                                   | Single sem álbum               |
| 1991                                                                         | "Keep on Pumpin' It" (com Visionmasters & Tony King)     | —        | —        | —        | —        | —        | —        | —        | —        | —        | —        | 49       |                                                                                 | Single sem álbum               |
| 1998                                                                         | "GBI: German Bold Italic" (com Towa Tei)                 | 50       | —        | —        | —        | —        | —        | —        | —        | —        | —        | 63       |                                                                                 | Sound Museum                   |
| 2010                                                                         | "Everybody Hurts" (Parte de Helping Haiti)               | 28       | —        | —        | 16       | 1        | —        | 17       | —        | 25       | 16       | 1        |                                                                                 | Single sem álbum               |
| 2010                                                                         | "Higher" (com Taio Cruz)                                 | 25       | 3        | 7        | 3        | 7        | —        | 5        | 2        | 18       | 4        | 8        | - AUS: 4× Platina - ALE: Platina - AUT: 2× Platina - SWI: 3× Platina - NZ: Ouro | Rokstarr                       |
| 2013                                                                         | "Limpido" / "Limpio" (com Laura Pausini)                 | —        | —        | —        | —        | —        | —        | —        | —        | —        | 66       | —        | - ITA: Ouro                                                                     | 20 - The Greatest Hits         |
| 2014                                                                         | "Beautiful" (com Enrique Iglesias)                       | 47       | —        | —        | —        | —        | —        | —        | —        | —        | —        | —        |                                                                                 | Sex And Love                   |
| 2015                                                                         | "Right Here, Right Now" (com Giorgio Moroder)            | —        | —        | 147      | —        | —        | —        | —        | —        | —        | —        | 125      |                                                                                 | Déjà Vu                        |
| 2015                                                                         | "The Other Boys" (com Nervo, Jake Shears e Nile Rodgers) | —        | —        | —        | —        | —        | —        | —        | —        | —        | —        | —        |                                                                                 | Collateral                     |
| 2019                                                                         | "Really Don't Like You" (com Tove Lo)                    | —        | —        | —        | —        | —        | —        | —        | —        | —        | —        | —        |                                                                                 | Sunshine Kitty                 |
| 2019                                                                         | "On oublie le reste" (com Jenifer)                       | —        | —        | —        | —        | —        | —        | —        | —        | —        | —        | —        |                                                                                 | Nouvelle page (Deluxe Version) |
| "—" denota lançamentos que não entraram nas paradas ou não foram divulgados. |                                                          |          |          |          |          |          |          |          |          |          |          |          |                                                                                 |                                |

## Participações
| Year | Canção                            | Álbum                                   | Notas                                                                                          |
| ---- | --------------------------------- | --------------------------------------- | ---------------------------------------------------------------------------------------------- |
| 1988 | "Especially for You"              | Ten Good Reasons                        | - Dueto com Jason Donovan.                                                                     |
| 1988 | "All I Wanna Do Is Make You Mine" | "Especially for You" (single)           | - Dueto com Jason Donovan.                                                                     |
| 1989 | "Do They Know It's Christmas?"    | "Do They Know It's Christmas?" (single) |                                                                                                |
| 1995 | "Where the Wild Roses Grow"       | Murder Ballads                          | - Dueto com Nick Cave and the Bad Seeds.                                                       |
| 1995 | "Death Is Not the End"            | Murder Ballads                          |                                                                                                |
| 1997 | "So in Love with Yourself"        | Girl                                    |                                                                                                |
| 1998 | "The Reflex"                      | The Songs of Duran Duran: Undone        | - Cover de Duran Duran - Dueto com Ben Lee.                                                    |
| 1998 | "GBI: German Bold Italic"         | Sound Museum                            |                                                                                                |
| 1999 | "In Denial"                       | Nightlife                               | - Dueto com Pet Shop Boys.                                                                     |
| 2000 | "The Real Thing"                  | Sample People (OST)                     | - Cover de Russell Morris                                                                      |
| 2000 | "Stay this Way"                   | Better Than Sex (OST)                   |                                                                                                |
| 2000 | "Kids"                            | Sing When You're Winning                | - Dueto com Robbie Williams. - Também está no álbum Light Years (2000), como uma faixa normal. |
| 2001 | "Bury Me Deep in Love"            | Corroboration                           | - The Triffids cover. - Dueto com Jimmy Little.                                                |
| 2002 | "Whenever You Feel Like It"       | Scooby Doo (OST)                        |                                                                                                |
| 2001 | "G House Project"                 | When Young Terrorists Chase the Sun     |                                                                                                |
| 2005 | "The Magic Roundabout"            | The Magic Roundabout (OST)              |                                                                                                |
| 2005 | "Sometime Samurai"                | Flash                                   |                                                                                                |
| 2007 | "I Talk Too Much"                 | Overtones                               | - Disponível apenas na edição americana.                                                       |
| 2007 | "Love Is the Drug"                | Radio 1 Established 1967                | - Cover de Roxy Music.                                                                         |
| 2008 | "Lhuna"                           | Não há álbum para o single.             | - Dueto com Coldplay.                                                                          |
| 2008 | "The Winner Takes It All"         | Beautiful People (OST)                  | - Cover de ABBA. - Dueto com Dannii Minogue.                                                   |
| 2009 | "Monkey Man"                      | Go Bananas                              | - Dueto com The Wiggles                                                                        |
| 2009 | "Sensitized"                      | Caféine                                 | - Dueto com Christophe Willem.                                                                 |
| 2009 | "Chiggy Wiggy"                    | Blue (OST)                              |                                                                                                |
| 2010 | "Everybody Hurts"                 | "Everybody Hurts" (single)              | - Cover de R.E.M..                                                                             |
| 2010 | "Devotion"                        | Happiness                               | - Dueto com Hurts.                                                                             |
| 2010 | "Higher" (remix)                  | Rokstarr                                | - Dueto com Taio Cruz.                                                                         |